# 張孝傑
張 孝傑（ちょう こうけつ、生没年不詳）は、遼（契丹）の政治家。本貫は建州永覇県。

## 経歴
貧家に生まれ、学問を好んだ。重熙24年（1055年）、進士第一位に抜擢された。清寧年間、枢密直学士に累進した。咸雍元年（1065年）、誤った上奏をおこなった事件に連座して、恵州刺史に左遷された。まもなく旧職に復帰し、知戸部司事を兼ねた。咸雍3年（1067年）12月、参知政事・同知枢密院事となり、工部侍郎の位を加えられた。咸雍8年（1072年）、陳国公に封じられた。道宗は孝傑の仕事ぶりが要を得ているとみて、たびたび内政のことを諮問した。北府宰相にのぼり、遼朝の漢人のうちで最も高い地位についた。
太康元年（1075年）12月、耶律の国姓を賜った。太康2年（1076年）秋、道宗が狩猟をおこなって1日に鹿30頭を射止めると、官僚たちと宴会した。道宗は黍離の詩を誦して「わたしを知る者は我が心の憂いを述べ、わたしを知らざる者はわたしが何を求めるか述べよ」と言った。孝傑が「いま天下は太平であり、陛下は何を心配なさいますか。富は四海にあり、陛下は何を求めましょう」と奏すると、道宗は喜んだ。太康3年（1077年）、群臣が宴会に侍ると、道宗は「先帝は耶律仁先や耶律化葛を賢智であるとして任用した。朕には孝傑や耶律乙辛がいて、仁先や化葛の下につかない賢智な人物である。まことに人材を得たものだ」と言って痛飲した。
この年の夏、耶律乙辛が皇太子耶律濬を誣告すると、孝傑は皇太子派を粛清する計画に手を貸した。太康5年（1079年）1月、道宗は孝傑を狄仁傑にたとえて、仁傑の名を賜った。太康6年（1080年）、道宗も孝傑の姦佞に気づいて、武定軍節度使として左遷した。塩の密売と詔書の改竄の罪を問われて、爵位を削られ、安粛州に流された。数年して帰京した。太安年間、郷里で死んだ。乾統元年（1101年）3月、棺が暴かれて遺体を辱められ、一族の資産は没収されて臣下に分賜された。

## 伝記資料
- 『遼史』巻110 列伝第40 姦臣上